# Pseudogastromyzon fasciatus
Pseudogastromyzon fasciatus är en fiskart som först beskrevs av Sauvage, 1878.  Pseudogastromyzon fasciatus ingår i släktet Pseudogastromyzon och familjen grönlingsfiskar. Inga underarter finns listade i Catalogue of Life.